# Обертюр, Франц
Франц Обертюр (6 августа 1745, Вюрцбург — 30 августа 1831, Вюрцбург) — немецкий католический богослов и реформатор образования.

## Биография
Родился в 1745 году в Вюрцбурге, там же окончил семинарию и уже в 28 лет получил звание профессора теологии в Вюрцбургском университете, а в 1805 году стал деканом факультета теологии в том же университете. 
Вюрцбург в то время был независимым государством (княжеством-епископством), где Обертюр нашёл себе множество сфер применения и выполнял множество задач. Среди прочего, он участвовал в работе Комиссии по делам бедных, выступал за реформу тюрем и богаделен и являлся приверженцем отмены смертной казни. Обертюр был сторонником женского образования и открытия женских учительских семинарий: точка зрения, достаточно необычная для католического священника в то время. Обертюр также выступал за открытие Сельскохозяйственных школ для обучения фермеров передовым методам ведения сельского хозяйства. Обертюр полагал, что такие школы помогут внедрить новые более урожайные сорта, в частности, яблок и груш, что увеличит благосостояние фермеров. Обертюр предлагал озеленять городские улицы, высаживая фруктовые деревья, и обучать в сельскохозяйственных школах передовым и единообразным методам частного садоводства и городского озеленения.
В 1806 году, когда Вюрцбург уже был присоединён к королевству Бавария, Франц Обертюр основал в родном городе Центральную политехническую ассоциацию, которая, с разрешения баварского правительства, начала создавать в Вюрцбурге ремесленные школы.
Франц Обертюр скончался в Вюрцбурге в 1831 году.